# Isdes
Isdes és un municipi francès, situat al departament del Loiret i a la regió de Centre. L'any 2007 tenia 600 habitants.

## Demografia

### Població
El 2007 la població de fet d'Isdes era de 600 persones. Hi havia 252 famílies, de les quals 80 eren unipersonals (24 homes vivint sols i 56 dones vivint soles), 76 parelles sense fills, 76 parelles amb fills i 20 famílies monoparentals amb fills.
La població ha evolucionat segons el següent gràfic:
Habitants censats

### Habitatges
El 2007 hi havia 344 habitatges, 254 eren l'habitatge principal de la família, 80 eren segones residències i 10 estaven desocupats. 334 eren cases i 7 eren apartaments. Dels 254 habitatges principals, 191 estaven ocupats pels seus propietaris, 50 estaven llogats i ocupats pels llogaters i 13 estaven cedits a títol gratuït; 2 tenien una cambra, 18 en tenien dues, 51 en tenien tres, 66 en tenien quatre i 117 en tenien cinc o més. 218 habitatges disposaven pel capbaix d'una plaça de pàrquing. A 125 habitatges hi havia un automòbil i a 113 n'hi havia dos o més.

### Piràmide de població
La piràmide de població per edats i sexe el 2009 era:
| Homes | Edats   | Dones |
| ----- | ------- | ----- |
| 0     | 95 o +  | 0     |
| 0     | 90 a 94 | 0     |
| 4     | 85 a 89 | 8     |
| 4     | 80 a 84 | 8     |
| 16    | 75 a 79 | 8     |
| 16    | 70 a 74 | 16    |
| 20    | 65 a 69 | 24    |
| 12    | 60 a 64 | 28    |
| 16    | 55 a 59 | 12    |
| 24    | 50 a 54 | 20    |
| 16    | 45 a 49 | 16    |
| 8     | 40 a 44 | 24    |
| 16    | 35 a 39 | 24    |
| 4     | 30 a 34 | 8     |
| 4     | 25 a 29 | 0     |
| 20    | 20 a 24 | 4     |
| 16    | 15 a 19 | 24    |
| 12    | 10 a 14 | 8     |
| 8     | 5 a 9   | 16    |
| 4     | 0 a 4   | 4     |

## Economia
El 2007 la població en edat de treballar era de 342 persones, 274 eren actives i 68 eren inactives. De les 274 persones actives 256 estaven ocupades (139 homes i 117 dones) i 18 estaven aturades (7 homes i 11 dones). De les 68 persones inactives 19 estaven jubilades, 19 estaven estudiant i 30 estaven classificades com a «altres inactius».

### Ingressos
El 2009 a Isdes hi havia 247 unitats fiscals que integraven 577,5 persones, la mediana anual d'ingressos fiscals per persona era de 16.999 €.

### Activitats econòmiques
Dels 24 establiments que hi havia el 2007, 1 era d'una empresa de fabricació d'altres productes industrials, 4 d'empreses de construcció, 5 d'empreses de comerç i reparació d'automòbils, 2 d'empreses de transport, 3 d'empreses d'hostatgeria i restauració, 1 d'una empresa financera, 3 d'empreses immobiliàries, 1 d'una empresa de serveis, 2 d'entitats de l'administració pública i 2 d'empreses classificades com a «altres activitats de serveis».
Dels 6 establiments de servei als particulars que hi havia el 2009, 1 era una oficina de correu, 1 taller de reparació d'automòbils i de material agrícola, 1 paleta, 1 fusteria i 2 electricistes.
Dels 3 establiments comercials que hi havia el 2009, 2 eren botiges de menys de 120 m² i 1 una botiga de roba.
L'any 2000 a Isdes hi havia 11 explotacions agrícoles que ocupaven un total de 1.112 hectàrees.

## Equipaments sanitaris i escolars
El 2009 hi havia una escola maternal integrada dins d'un grup escolar amb les comunes properes formant una escola dispersa.

## Poblacions més properes
El següent diagrama mostra les poblacions més properes.